# 江原会
江原会（こうげんかい）は、熊本県立熊本高等学校（熊高）および旧制熊本中学校（熊中）の同窓会組織の名称。

## 歴史

### 発足
1921年（大正6年）5月、佐方信之や中津親義といった熊中第１回卒業のメンバーが初代校長の野田寛に相談し、同窓会を組織することになった。

### 名称
「江原会」という名前は、野田寛が「大江原頭」にちなんで命名したものである。野田寛は、1929年（大正14年）に退官するまで、「士君子」を育てるという理念で熊中・熊高教育の基礎を築いた功績により、教育功労者として表彰されている。

### 戦前戦後
江原会は、1920年に創立20周年の祝賀会を開催したことで世間に広く知られるようになった。当時は、まだ会長制度もなく、世話人の話し合いで運営されていた。昭和初期の江原会は図書館を建てたり、プールの建設に協力したりと、熊中のために尽力した。第二次世界大戦後の1949年、熊中は熊本県立熊本高等学校として再スタートを切る。この頃、江原会は会長制度を採り、斎藤宗績を初代会長とした。

### 近年
近年の江原会は、地区江原会の活動を中心し、10年毎の創立記念行事は江原会全体での行事を行っている。

## 組織
熊本高等学校（熊高）および旧制熊本中学校（熊中）の卒業生は、自動的に江原会会員となる。実際の活動は、居住地区毎の江原会活動が中心となり、会費なども地区江原会毎に徴収している。また、職員数の多い企業や団体においては職場江原会も存在する。さらに、熊本江原会には青年のみで構成する青年江原会が存在する。

### 地区江原会
江原会の地区江原会には以下のようなものがあるが、これが全てではない。
- 熊本江原会
- 東京江原会/東京江原会ウェブサイト※外部リンク
- 東海江原会
- 関西江原会/関西江原会ウェブサイト※外部リンク
- 広島江原会
- 福岡江原会
- 佐賀江原会
- 長崎江原会
- 大分江原会
- 宮崎江原会
- 鹿児島江原会

### 職場江原会
江原会の職場江原会には以下のようなものがあるが、これが全てではない。
- 熊本県庁江原会
- 熊本市役所江原会
- 肥後銀行江原会
- 郵政江原会
- 霞ヶ関江原会

## 記念事業

### 創立60周年
1960年（昭和35年）
- 学校植林（大津町）
- 記念誌「江原」発行
- 「野田先生伝」出版

### 創立70周年
1970年（昭和45年）
- 野田・福田（福田源蔵第３代校長）両先生の胸像建設
- 熊中・熊高の歴史を振り返る「回顧展」開催
- 初の大同窓会開催（1,200人参加）

### 創立80周年
1980年（昭和55年）
- 「熊中・熊高八十年史」発行
- 同窓会館「江原会館」の建設（総経費約7,000万円）
- 「記念展」開催

### 創立90周年
1990年（平成2年）
- 大同窓会開催（2,000人参加）
- 「美術・文化展」開催（熊本県立美術館にて）
- 記念旅行（97人参加　バンコクへ）

### 創立100周年
2000年（平成12年）
- 「熊中・熊高百年史」発行
- 記念大同総会開催（2000年11月3日　グランメッセ熊本にて）
- イートン校特別交流（2000年10月22日　熊本県立劇場にて）
- 記念「美術文化展」「写真展」「書道展」（2000年10月24日〜29日　熊本県立美術館にて）
- 記念資料展（2000年11月4日〜9日　熊本岩田屋にて）
- 記念演奏会開催（2000年11月4日　熊本県立劇場にて）
- 記念芸能祭開催（2000年11月4日　熊本県立劇場にて）
- 記念旅行（2000年10月3日〜9日　南仏プロヴァンスへ）
- 記念ゴルフ大会（2000年11月2日）